# Schloss Villers-en-Arthies

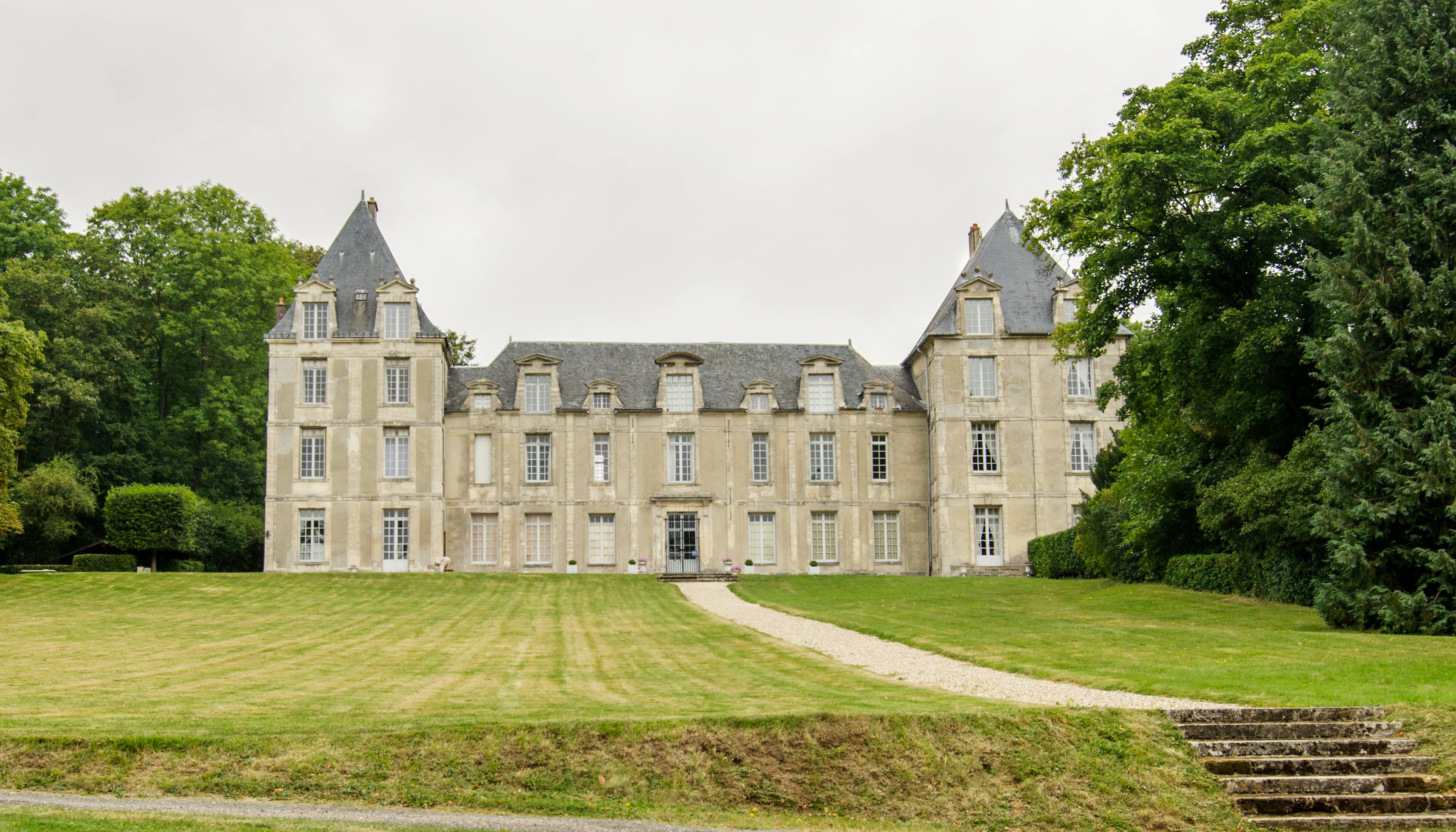
Schloss Villers-en-Arthies, Ansicht von Süden

Das Schloss Villers-en-Arthies steht in der gleichnamigen Gemeinde im Département Val-d’Oise der französischen  Region Île-de-France. Das Schloss wurde Anfang des 17. Jahrhunderts errichtet und steht seit dem 20. Juni 1945 als eingeschriebenes Monument historique auf der Liste der Kulturdenkmäler in Frankreich.

## Geschichte

### Besitzer
Die Seigneurie Villers war spätestens seit dem 14. Jahrhundert im Besitz der Familie Le Tirant. Ihre Mitglieder waren Vasallen der Herren von La Roche-Guyon. In einem Vertrag aus dem Jahr 1320 fand mit Jean Le Tirant erstmals ein Familienmitglied urkundlich Erwähnung. Als Achille Le Tirant 1624 starb, hinterließ er Villers seinem erstgeborenen Sohn Samuel. Aus dessen Ehe mit Aymée de Saint Just entsprangen zwei Kinder: sein gleichnamiger Sohn Samuel und die Tochter Aymée. Samuel folgte seinem Vater als Seigneur von Villers nach. Da er 1668 starb, ohne Kinder zu hinterlassen, wurde er von seiner Schwester beerbt. Nach deren Tod um 1672 kamen Herrschaft und Schloss an ihren Cousin Jean Le Tirant. Über dessen gleichnamigen Sohn kam Villers an Jeans Enkel Louis, der Ritter des Ordre royal et militaire de Saint-Louis war. Sein einziger Sohn und Erbe Jean Achille René Romain folgte seinem Vater als Schlossbesitzer um das Jahr 1738. Er verkaufte Schloss, Seigneurie und zugehörige Ländereien am 20. September 1763 an Pierre Louis René Cahouet. Dieser veräußerte sie am 20. Februar 1778 an Jean Louis Loiseau de Berenger. Von ihm kam das Anwesen 1783 an Pierre-Victor Roger de Gadancourt, der es für seinen Sohn Alexandre François Roger de Berville erwarb. Der neue Schlossherr nannte sich nach seinem Besitz fortan Roger de Villers. Seine Familie ist auch heute noch Eigentümerin der Anlage.

### Baugeschichte
Schloss Villers-en-Arthies wurde Anfang des 17. Jahrhunderts durch die Familie La Tirant an der Stelle eines Vorgängerbaus errichtet. Der westliche Seitenflügel der Anlage steht auf älteren Fundamenten, deren Dicke darauf schließen lässt, dass an diesem Ort zuvor eine wehrhafte Anlage gestanden hat. Wann genau das Schloss errichtet wurde und wer der Bauherr war, ist bisher unbekannt.

## Beschreibung
Das Schloss steht auf dem höchsten Punkt der Ortschaft und besteht aus einem siebenachsigen Corps de Logis mit zwei Geschossen, dem sich im rechten Winkel zwei dreigeschossige, kurze Seitenflügel anschließen. Die Dächer sind mit Schiefer gedeckt. Im Obergeschoss des Corps de Logis wechseln sich schmale mit breiteren Fenstern ab. Dieses Prinzip spiegelt sich auch in den Lukarnen des Dachgeschosses wider, wo sich große und kleine Fenster abwechseln. Die einzelnen Geschosse des Gebäudes sind durch Gesimse voneinander geschieden. Pilaster sorgen für eine vertikale Gliederung der Fassaden. Ein gerader, rund 500 Meter langer Weg führt zum Haupteingang an der Südseite. Er ist der Rest einer Zufahrtsallee, deren mittleres Teilstück noch heute von alten Linden gesäumt ist. An den Rändern ihres südlichen Bereichs standen früher Ulmen, die aber 1939 gefällt wurden. Der Weg durchquert auf etwa halber Strecke ein schmiedeeisernes Gittertor mit dem Wappen Alexandre François Roger de Villersʼ. Das Tor stand früher am südlichen Ende der Zufahrtsallee.
Im 28 Hektar großen Schlosspark finden sich die Reste eines ehemaligen Eiskellers. Außerdem steht dort ein kleiner Gartentempel, der 1790 vom Grafen Alexandre François Roger de Villers zur Erinnerung an seine erste Frau erbaut wurde. Auf dem Architrav des von vier toskanischen Säulen getragenen Vorbaus steht die lateinische Inschrift Optimæ Conjugi (deutsch Der besten Ehefrau). Der Bau wurde am 18. März 1999 unter Denkmalschutz gestellt.